# Ликино-Дуљово
Ликино-Дуљово (рус. Ликино-Дулёво) град је у Русији у Московској области. Према попису становништва из 2010. у граду је живело 31321 становника.

## Становништво
| 1939.  | 1959.  | 1970.  | 1979.  | 1989.  | 2002.  | 2010.  |
| ------ | ------ | ------ | ------ | ------ | ------ | ------ |
| 18.490 | 24.612 | 27.521 | 31.793 | 34.206 | 31.440 | 31.321 |

## Градови побратими
- Аксарај
- Столни Београд